# Sofrologia
Sofrologia és una paraula que deriva del grec σῶς / SOS ("saludable"), φρήν / PHREN ("ment") i -λογία / -logia ("estudi/ciència"), La sofrologia és l'estudi de la consciència en harmonia; una filosofia de la salut feta d'exercicis físics i mentals pràctics per tal de preparar la ment en un cos centrat.
Aquest mètode va ser desenvolupat a la dècada de 1960 pel Professor Alfonso Caycedo, un neuropsiquiatra colombià.
Ell més tard va dir que: "La sofrologia és aprendre a viure".

## Orígens i desenvolupament
El Professor Caycedo (nascut a Bogotà el 1932) creà la sofrologia l'any 1960 quan practicava la medicina en un hospital de Madrid.
Ell originàriament cercava la manera de guarir persones deprimides i clients traumatitzats amb el mínim ús de medicaments i de tractaments psiquiàtrics. Va començar estudiant la hipnosi clínica i les tècniques de relaxament occidentals, les de la progressiva relaxació de Jacobson i les autogèniques de Schultz.
El primer departament de sofrologia clínica el va obrir, l'octubre de 1960, a l'Hospital de Santa Isabel de Madrid.

El 1963, es va casar amb una entusiasta del ioga i ell va començar a estudiar les tècniques orientals. Viatjà a l'Índia i el Japó entre 1965 i 1968 on estudià el ioga, el budisme tibetà i la tècnica de meditació japonesa zen. Les aplicà a les seves tècniques de guariment.
Quan va tornar a Espanya, el Professor Caycedo s'assentà a Barcelona on va desenvolupar la sofrologia, també ho va fer en grups de París.
L'any 1967 un entrenador suís d'esquí va entrenar el seu equip, en secret, amb tècniques de la sofrologia i va aconseguir tenir 4 campions als Jocs Olímpics de Grenoble de 1968. Els èxits esportius van continuar els anys següents i la sofrologia esdevingué famosa.
Caycedo es traslladà a Andorra l'any 1988 i creà el concepte de "Sofrologia Caycediana"
Actualment la sofrologia és un mètode molt comú a França, Espanya, Itàlia, Suïssa i Bèlgica i s'està incrementant al Regne Unit.
Presenta dues branques, la mèdica (especialment la gestió del dolor) i l'esportiva